# ウェットエッチング
ウエットエッチング（英語：wet etching）とは、目的とする金属等を腐食溶解する性質を持つ液体の薬品を使ったエッチングである。主にプリント配線板製造や、金属銘板製造、半導体素子製造等の分野において使われる。半導体集積回路製造において、リソグラフィ技術と並んで重要な技術であり、半導体などの基板表面に光（電子ビーム）リソグラフィなどで微細なパターンを有するエッチマスクを形成させ、それによって基板を微細加工する際に用いられる。なお、美術の分野で銅版画にウエットエッチングが使われることがある。また結晶構造による反応性の違いを利用した異方性エッチングも使用される。他に、太陽電池表面の反射率を下げる為にテクスチャ形成にも用いられる。
ウエットエッチングの処理方法としては、エッチング液を満たした容器内で浸食するディップ式が簡便であるが、金属を腐食溶解した薬品を流し去り、処理面に新鮮な薬品を供給する必要があるため、容器内で薬品を揺すったりかき混ぜたりする必要がある。その点を改良したものとして、処理対象にスプレー式に薬品を吹き付けるスプレー式、スピナーと呼ばれる回転台に基板を取り付けて、薬品を滴下するスピン式などがある。

## 特徴
ドライエッチングに比べた長所としては、
1. 一度に大量の基板が処理できる
2. 装置や薬品の価格が安い
3. ほぼ純粋な化学プロセスのため、ドライエッチングに比べてエッチマスクの選択の幅が広く、エッチングされる母材に与える損傷が少ない

等があり、一方短所としては、
1. エッチング深さが深いとエッチマスクの真下にも腐食が進む（アンダーカット）ため、精度の高い微細加工が難しい
2. 薬品の温度や攪拌速度によってエッチングレートが変化するため、エッチングの再現性に乏しい

という点がある。
一般に、ドライエッチングの方が高アスペクト比（エッチング深さと幅の比率）の加工ができ、加工の自由度も高いが、高価な装置が必要で危険な反応性ガスを用いることがあるので、ウエットエッチングでは無理な場合にドライエッチングを用いる、使い分けがなされている。

## シミュレーションソフトウェア
ウェットエッチングではエッチレートから手計算でどのような形状にエッチングされるか計算することが可能である。しかし、手計算では膨大な計算時間が必要となるので効率化させるためにソフトウェアを用いて計算する方法がある。
- AnisE (IntelliSense社)
- IntelliEtch (IntelliSense社)